# نارنجی‌کنار
نارنجی‌کنار (نام علمی: Anthocharis cardamines) گونه‌ای پروانه است که در تیره کاهی‌بالان قرار دارد. در این پروانه جنس نر دارای رنگ نارنجی در کناره بال‌هایش می‌باشد.

## نگارخانه

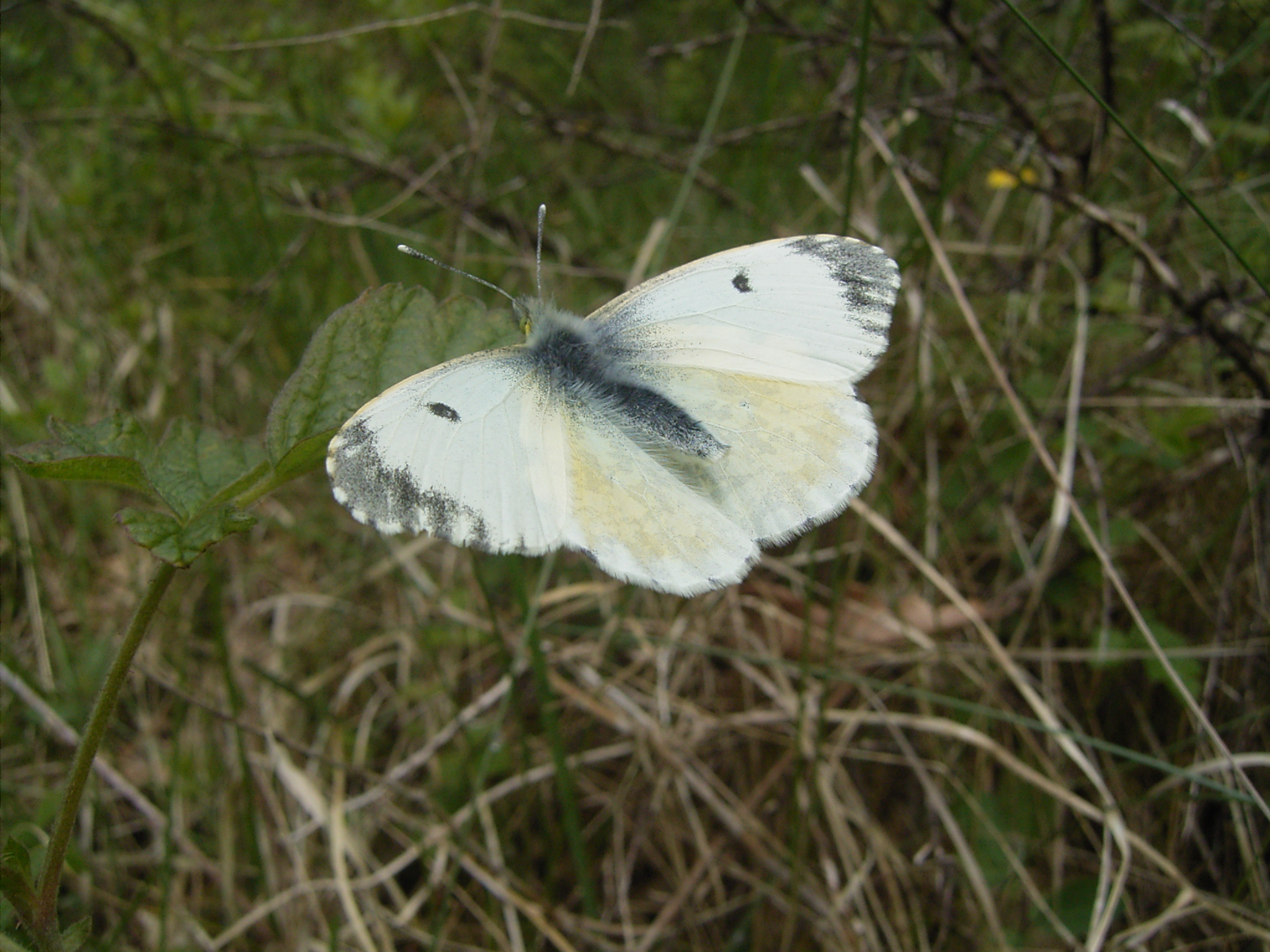
ماده
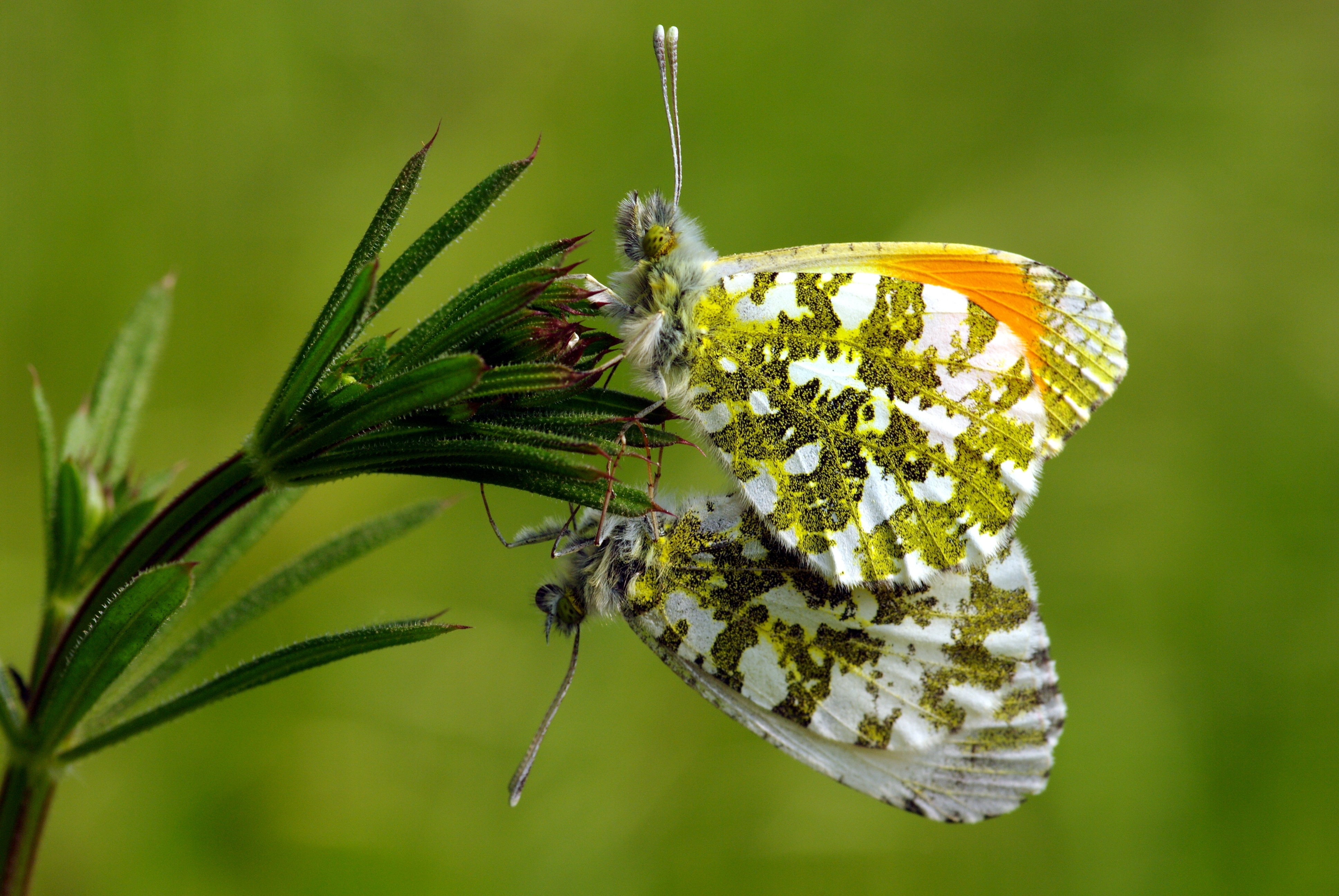
جفت‌گیری. جنس نر دارای رنگ نارنجی در کناره بال‌هایش می‌باشد.
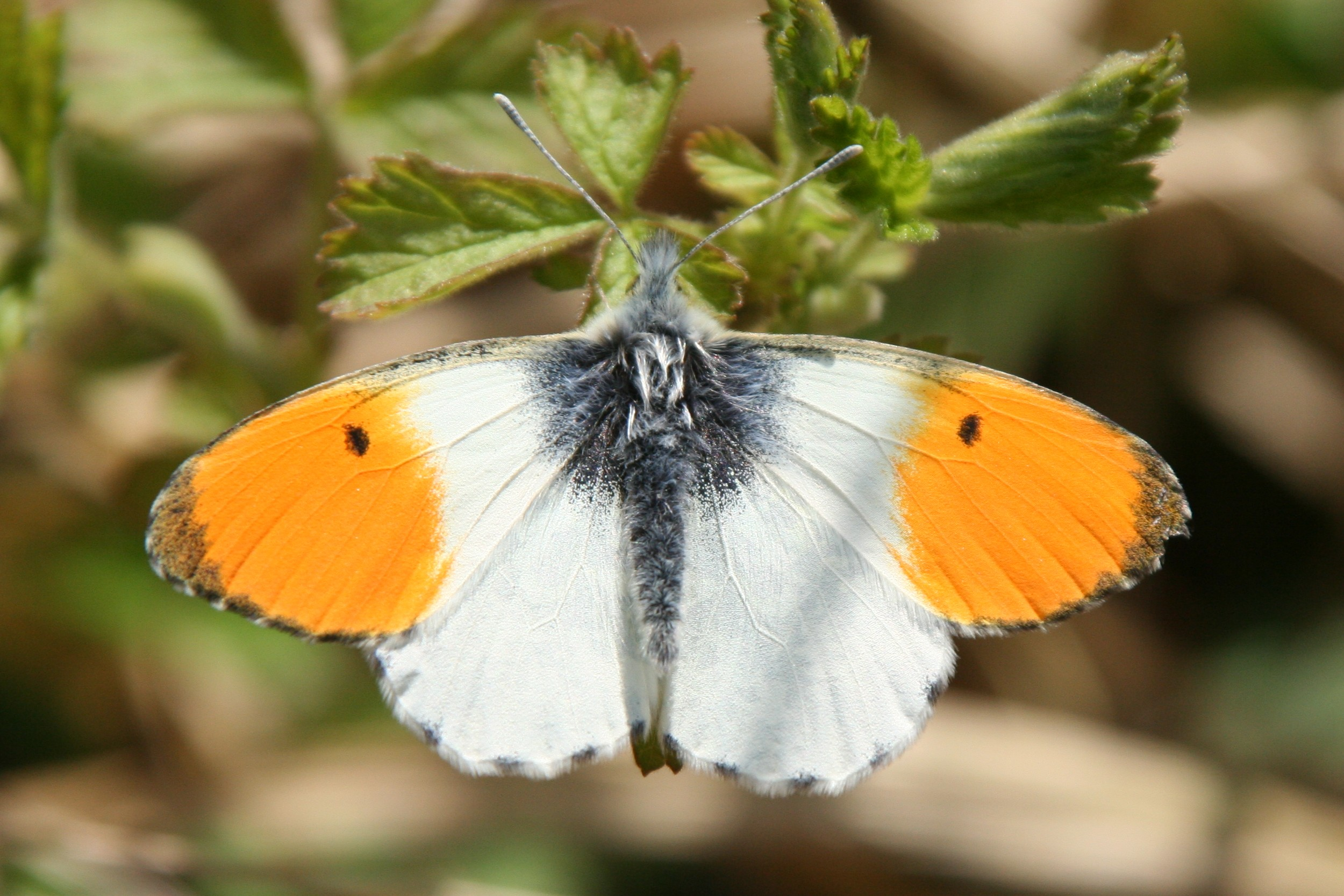
نر با بال‌های باز
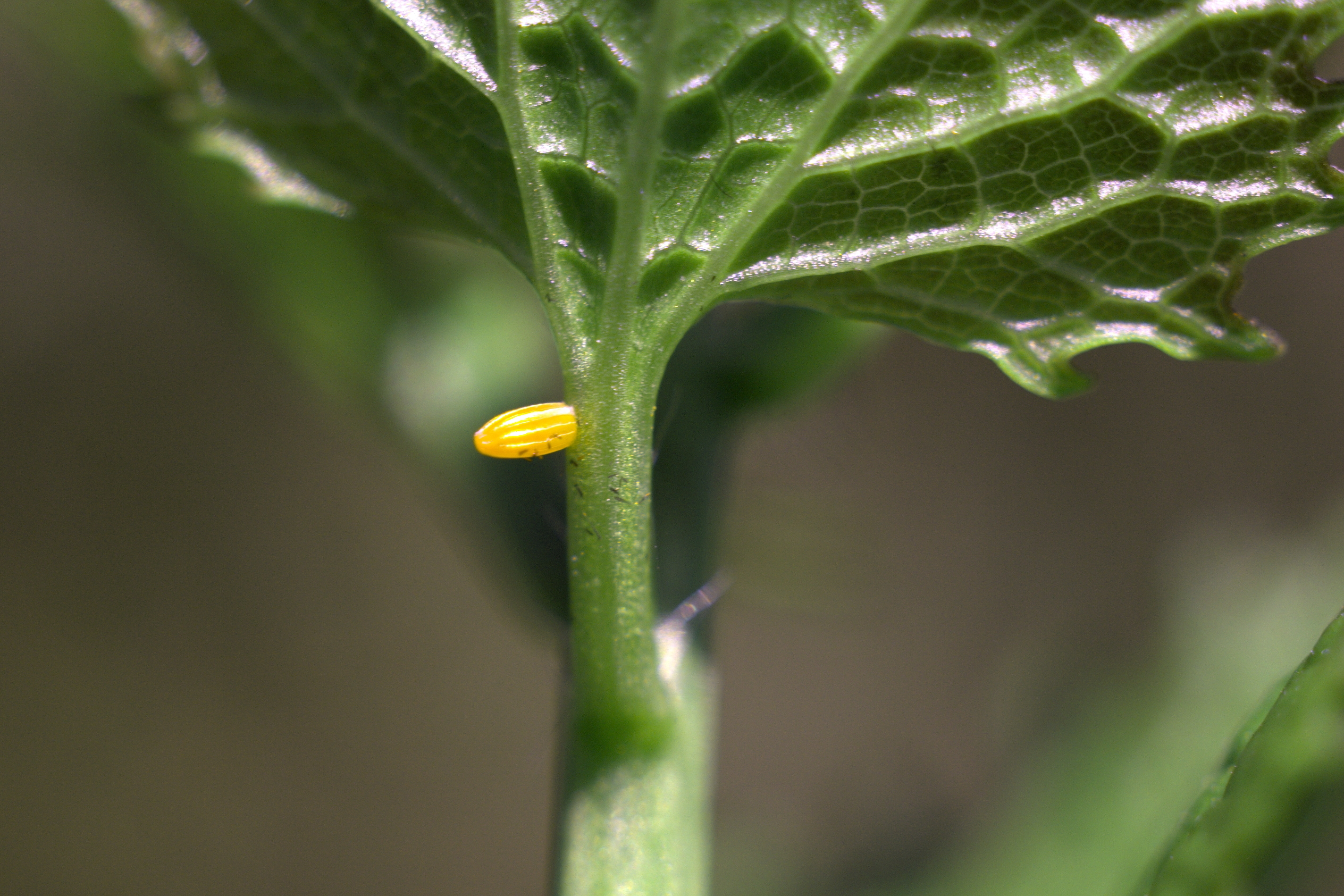
تخم
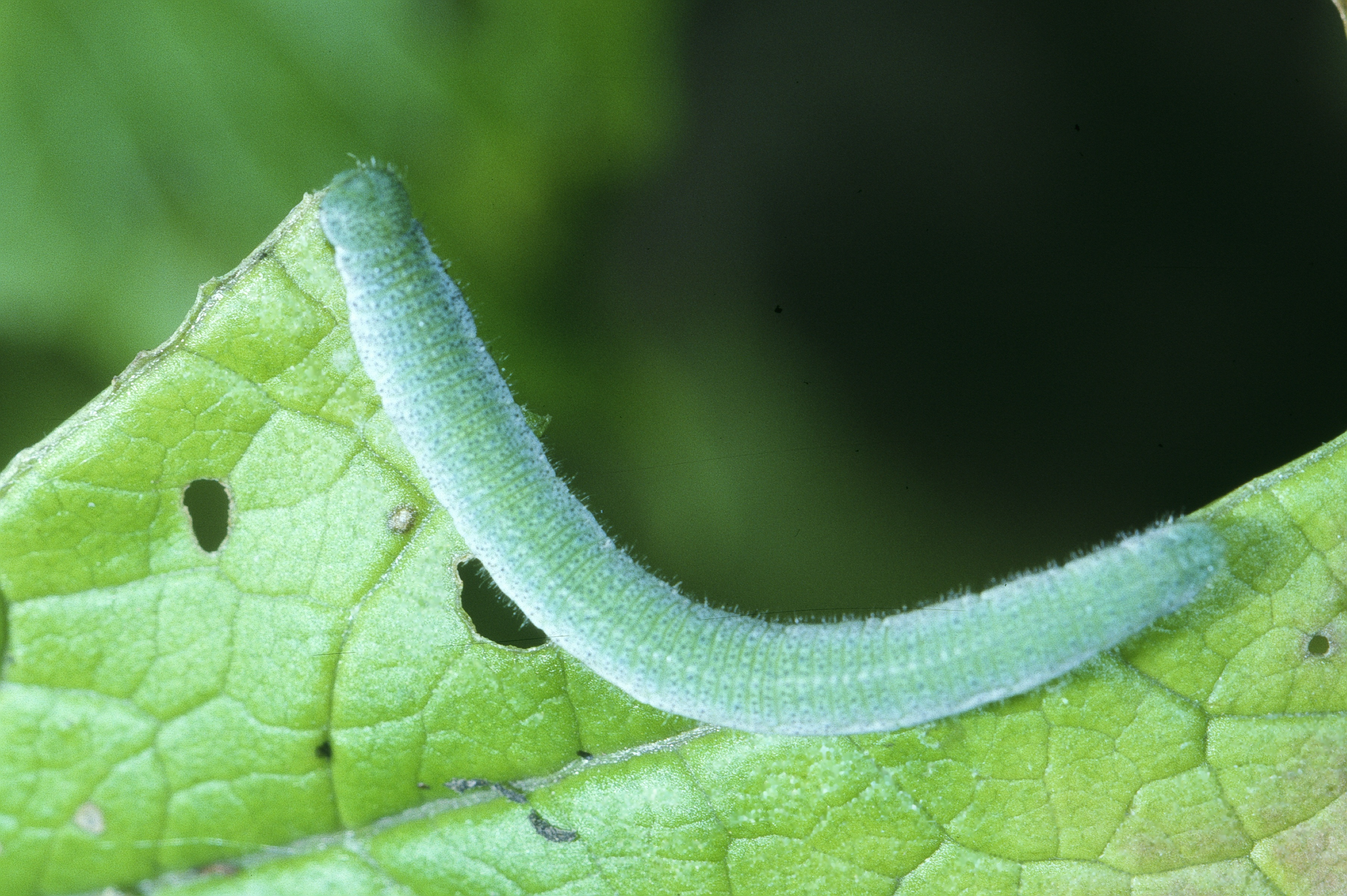
لارو
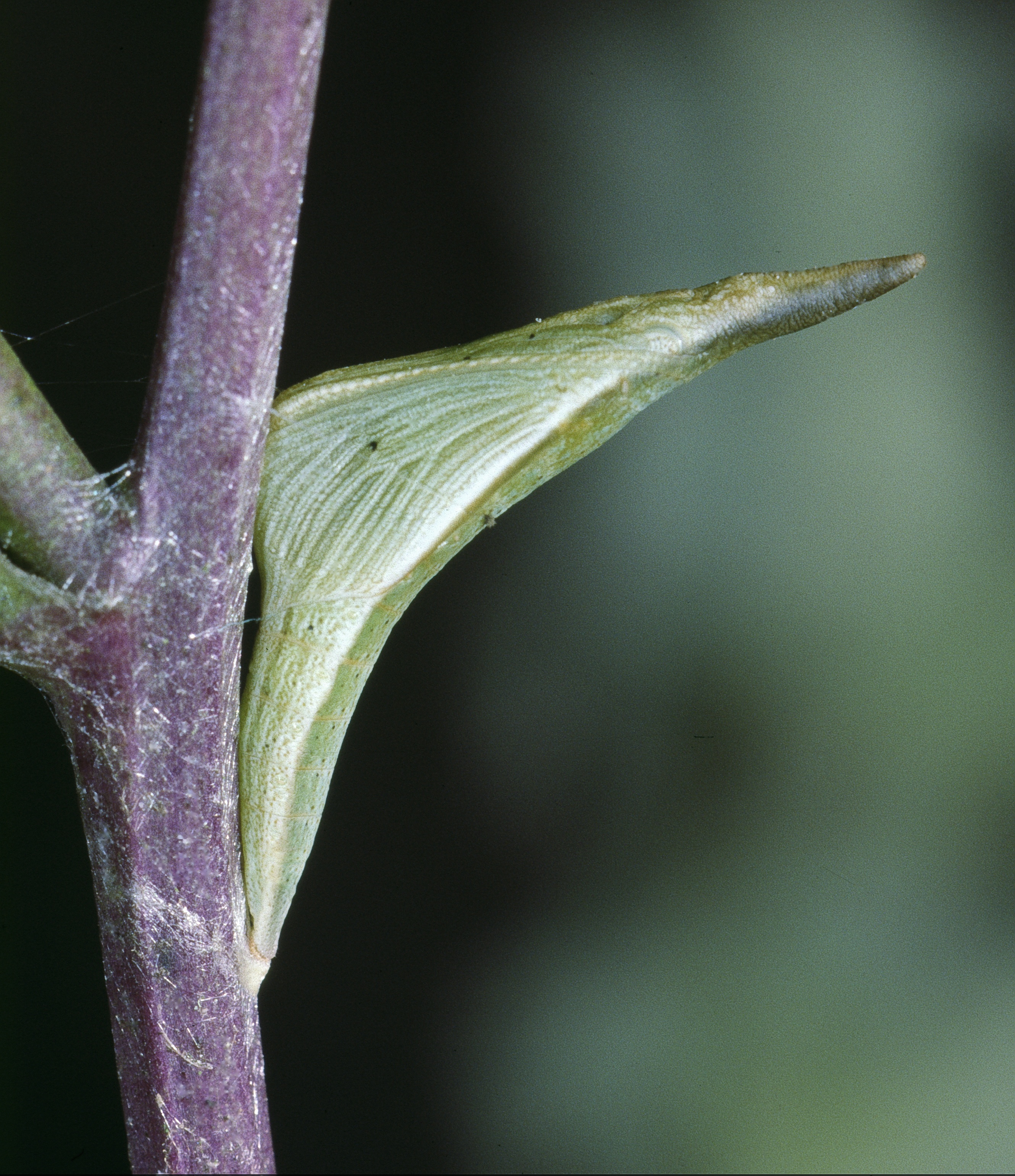
شفیره